# Bang (Ndom)
Pour les articles homonymes, voir Bang.
Bang est un village de la Région du Littoral du Cameroun, situé dans la commune de Ndom. 

## Population et développement
En 1967, la population de Bang était de 47 habitants, essentiellement des Bassa, du clan Babimbi. La population de Bang était de 153 habitants dont 85 hommes et 68 femmes, lors du recensement de 2005.  